# Qazvin (Provinz)
Die Provinz Qazvin oder Provinz Kaswin (persisch استان قزوين, DMG Ostān-e Qazwīn) ist eine der 31 Provinzen in Iran und liegt im Nordwesten des Landes. Hauptstadt ist Qazvin.
In der Provinz leben 1.273.761 Menschen (Volkszählung 2016). Die Fläche der Provinz erstreckt sich auf 15.549 Quadratkilometer. Die Bevölkerungsdichte beträgt 82 Einwohner pro Quadratkilometer.

## Geographie

### Geographische Lage
Qazvin grenzt im Norden an die Provinzen Mazandaran und Gilan, im Westen an Hamadan und Zandschan, im Süden an Markazi und im Osten an die Provinz Teheran (Die Provinz Qazvin wurde im Jahr 1996 aus der Provinz Teheran ausgegliedert). Damit liegt die Provinz bei 48–51° O und 35–37° N im nordiranischen Hochland, das durch die südlichen Ausläufer des Elburs-Gebirges gebildet wird. Dazu gehören vor allem die Gebirgszüge Siälän, Schäh Alborz, Chaschtschäl, Sephidkoh, Schodschä e din, Alehtareh, Rämand, Ägh dägh, Charaghän, Saridagh, Soltan pïr und Siähkouh, wobei der Siälän eine Höhe von 4175 m und der Schäh Alborz eine Höhe von 4056 m erreicht. Der tiefste Punkt der Provinz liegt in Tärom e Soflä.

### Städte und Bevölkerung
Die Bevölkerung wurde im Jahr 2003 auf über 1 Million Einwohner geschätzt, davon waren ca. 62 % Stadtbewohner. Die Provinzhauptstadt ist Qazvin. Daneben existieren folgende größere Städte: Takestan, Abidschek, Buin Sahra, Ekbalieh, Mohammadieh, Alwand, Isfarwadin, Mahmud Abad Nemuneh, Choram Dascht, Siaabad, Awadsch, Schäl, Danesfahan, Abgarm, Ardägh, Moallem Keläyeh, Rasmian Kohin und Bidestan. Außerdem existieren 44 Landkreise und 1543 Dörfer.
50,7 % der Bevölkerung sind männlich, 99,6 % der Bevölkerung der Provinz sind Muslime (überwiegend Schiiten). Die Alphabetisierungsrate beträgt über 82 %.

### Verwaltungsgliederung

Verwaltungsbezirke

Die Provinz Qazvin gliedert sich in sechs Verwaltungsbezirke:
- Abyek
- Alborz
- Awadsch
- Buinzahra
- Qazvin
- Takestan

### Klima
Das Klima der nördlicheren Regionen ist eher kühl und weist im Winter Schneefall auf, während die Sommer mild sind. Der Süden hat, mit seiner größeren Entfernung zum Kaspischen Meer mehr binnenländisches Klima und damit kältere Winter und heißere Sommer.

## Geschichte

### Vorislamische Zeit
Seit etwa 7000 v. Chr. wird in der Region Ackerbau betrieben. Die Bezeichnung „Qazvin“ lässt sich von den Kas, einem alten, südlich des Kaspischen Meeres beheimateten Volk, ableiten. Auch der Name des Kaspischen Meeres selbst hat offenbar diesen Ursprung. Seine strategische Bedeutung gewann die Gegend dadurch, dass sie ein Bindeglied zwischen den bedeutenden Zentren Teheran und Isfahan auf der einen und dem Kaspischen Meer, dem Persischen Golf und Kleinasien bzw. der Levante darstellte; entsprechend häufig war sie Durchgangsgebiet persischer oder fremder Heere: Im 8. und 7. Jahrhundert führten assyrische Feldzüge bis in diese Gegend, danach gehörte sie zum Reich der Meder, die 550 v. Chr. vom Perserreich abgelöst wurden. Auch Alexander der Große zog im Jahre 330 v. Chr. durch Qazvin, als er, von Ekbatana kommend, in Richtung Hyrkanien (am Südostufer des Kaspischen Meeres) zog. Nach ihm war Qazvin Teil des Diadochenreiches der Seleukiden, bis die Parther unter ihren Großkönigen das Land um 140 v. Chr. in Besitz nahmen und wieder an persische Traditionen anknüpften. Den Parthern folgten ab 226 die Sassaniden, unter denen es zu einer Blüte des Zoroastrismus kam.

### Frühe Islamische Herrschaft
Durch Kämpfe mit Byzanz geschwächt, wurde das persische Reich leichte Beute der muslimischen Eroberer, die die Perser 642 in der Schlacht bei Nehawand (südwestlich von Qazvin) vernichtend schlugen. Fortan bestand hier die Provinz Dschibāl. Dominierte bei den Umayyaden-Kalifen noch durch die arabische Tradition, so rückte durch die Abbasiden, die ihre Residenz in Bagdad nahmen, die persische Tradition in den Vordergrund. Auch Qazvin wurde dabei zu einem wichtigen Zentrum. Mit der Schwächung des Kalifats geriet Qazwin in Abhängigkeit regionaler Dynastien. Auf die Buyiden im 10. und 11. Jahrhundert folgte die Eroberung durch die türkischstämmigen Seldschuken, die aus Zentralasien kommend um 1055 die Buyiden stürzten, aber rasch islamisiert wurden. Vom nahen Alamut aus operierten auch die berüchtigten Assassinen. Die erste islamische Blütezeit fand ein jähes Ende durch den Einfall der Mongolen. Dschingis Khan zerstörte die Stadt 1220, als er vom östlich gelegenen Rai nach Täbris marschierte. In der Folge wurde die Provinz von den Ilchanen regiert. Es folgten Kleinreiche wie die Reiche der Weißen bzw. Schwarzen Hammel, unterbrochen erneut von verheerenden Kriegszügen, diesmal um 1400 von Timur.

### Neuzeit

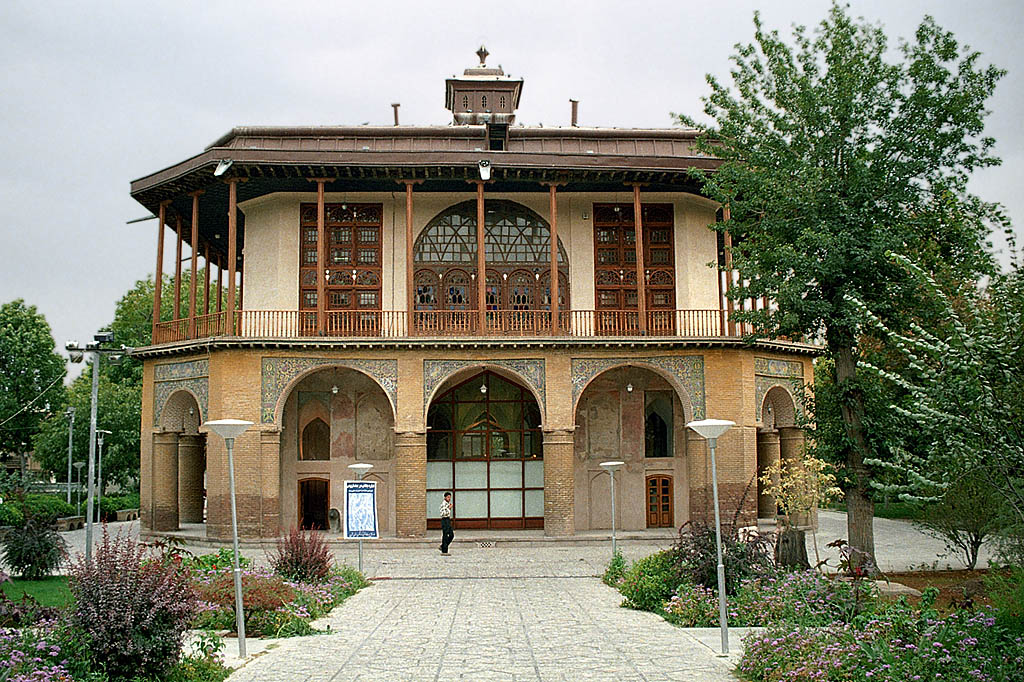
Der Pavillon Tschehel Sotun in der Stadt Qazvin, erbaut im 16. Jh. unter dem Safawiden Schah Tahmasp (1524–1576)

Erst mit der Errichtung der Safawiden-Dynastie (seit 1501) stellte sich eine erneute Blüte ein. In den Jahren 1548 bis 1598 war Qazvin sogar Residenz des Reiches, wovon bis heute zahlreiche Bauten Zeugnis ablegen, wie beispielsweise das Imamzade Hossein. 1598 wurde die Hauptstadt dann allerdings nach Isfahan verlegt. Aufgrund seiner Nähe zu Teheran hat Qazvin auch in der Folge stets eine gewisse Bedeutung bewahren können. Auf die Safawiden folgten im 18. Jahrhundert die Afschariden und die Kadscharen unter denen dann, vom Westen beeinflusst, seit der Mitte des 19. Jahrhunderts auch die Industrialisierung in Qazvin Einzug hielt. So führt seitdem eine Bahnlinie von Teheran über Qazvin nach Täbris, auch Straßen-, Post- und Telegrafenverbindungen wurden ausgebaut. Auch westliche politische Ideen verbreiteten sich, stießen aber auch frühzeitig auf islamischen Traditionalismus, zumal, seit sich Qazvin ab 1907 im Rahmen der Gebietsaufteilungen der imperialen europäischen Mächte mit dem gesamten Norden Persiens der russischen Interessensphäre zugeschlagen sah. So musste das formal unabhängige Persien im Ersten Weltkrieg den Durchmarsch von Russen und Briten gestatten, die von hier aus gegen das Osmanische Reich vorgingen; dabei hatte auch Qazvin unter Besatzung und Zerstörungen zu leiden. 1921 ging von Qazvin der Staatsstreich der Pahlavi-Dynastie unter Reza Schah Pahlavi gegen die Kadscharen aus. Auch im Zweiten Weltkrieg intervenierten Großbritannien und die Sowjetunion im inzwischen Iran genannten Land, wobei der deutschfreundliche Schah zugunsten Mohammad Reza Pahlavis abdanken musste. Dieser wurde 1979 durch die Islamische Revolution gestürzt, die auch in Qazvin zu einer Rückbesinnung auf die alten islamischen Traditionen und zu einer Ablehnung des westlichen Lebensstils führte. Auf die Schah-Diktatur mit ihrer allmächtigen Geheimpolizei folgte nun das kaum weniger diktatorische Mullah-Regime mit seiner strikten Auslegung des schiitischen Islam. Erst allmählich zeichnet sich auch in Qazvin eine Liberalisierung ab.

## Sehenswürdigkeiten
Aus der Frühgeschichte sind neben den archäologischen Ausgrabungsstätten vor allem die 23 Burgen der Assassinen zu erwähnen. Im Zentrum der Stadt Qazvin sind die Ruinen der sassanidischen Burg Meimun Ghal’eh zu besichtigen, die zwar stark verfallen, mit ihren 5000 Quadratmetern aber bis heute recht imposant ist; sie wurde auch von den Abbasiden und möglicherweise auch noch von den Buyiden benutzt. Aus der Zeit als Safawiden-Residenz ist vor allem der Ali Kapu-Palast erwähnenswert, der heute als Museum dient.

### Moscheen

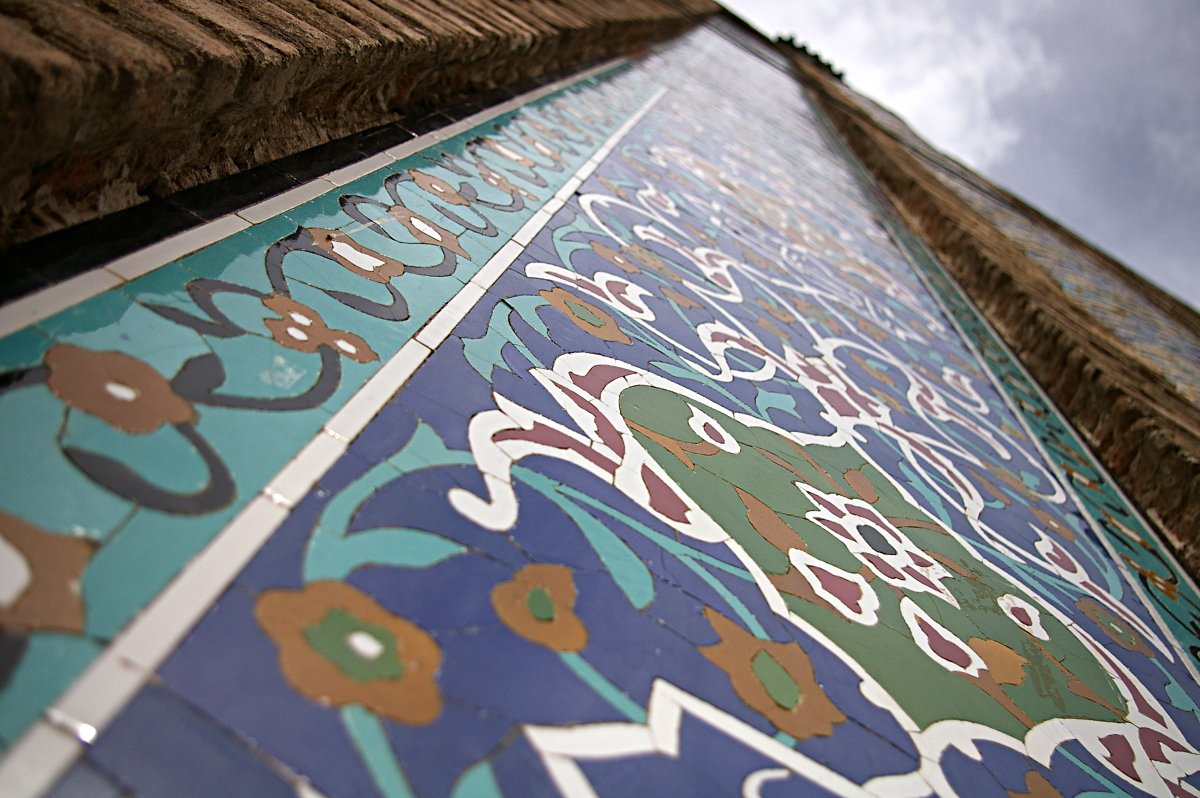
Hochsicht an der Jame Mosque

Als religiöses Zentrum sowohl der traditionellen Richtung (Hadith), wie auch der religiösen Rechtsprechung (Fiqh) und Philosophie weist Qazvin eine Reihe bedeutender Moscheen auf. Zu nennen sind insbesondere:
- die Dschame e Atigh-Moschee; sie ist eine der ältesten Moscheen in Iran und wurde im Jahre 807 auf Anweisung des Kalifen Hārūn ar-Raschīd erbaut. Sie hat auch die Zerstörungen durch die Mongolen überstanden und kann heute in ihrer alten Pracht bewundert werden.
- die Heidarieh-Moschee; sie wurde nach einem Erdbeben im Jahre 1119 durch Amir Chomär-täsch wieder aufgebaut. In vorislamischer Zeit befand sich an dieser Stelle einer der für den Zoroastrismus typischen Feuer-Tempel.
- die Nabi-Moschee (Soltani-Moschee); sie wurde in der Zeit der Safawiden errichtet und bedeckt eine Fläche von 14.000 Quadratmetern.
- die Sandschideh-Moschee; auch diese Moschee befindet sich an der Stelle eines vorislamischen Feuer-Tempels. Ihre heutige Form verdankt die Moschee der Zeit der Seldschuken.
- die Pandscheh-Ali-Moschee; sie diente in der Safawiden-Zeit Mitgliedern des Hofes und des herrscherlichen Harems als Gebetsstätte.
- die Moschee der Peighambarieh-Schule; einer Inschrift zufolge wurde sie 1644 erbaut.
- die Moschee der Molla-Verdichani-Schule; sie stammt aus dem Jahre 1648.
- die Moschee der Salehieh-Schule aus dem Jahre 1845.
- die Moschee der Scheichol-Eslam-Schule; sie wurde 1903 erneuert.
- die Elefatieh-Schule; sie stammt aus der Zeit der Ilchane.
- die Moschee der Sardar-Schule; sie wurde im Jahre 1815 von den Brüdern Hussein Khan und Hassan Khan Sardar erbaut. Der Bau geschah in Erfüllung ihres Gelübdes, wenn sie siegreich gegen die Russen wären, eine Moschee zu bauen.

### Kirchen und russische Bauten
In Qazvin lassen sich auch drei wichtige Bauten aus der Zeit der russischen Vorherrschaft Ende des 19. und Anfang des 20. Jahrhunderts finden: Dazu gehören das heutige Rathaus (das seinerzeitige Balletttheater), ein Wasserreservoir sowie die Kantorkirche, in der ein russischer Pilot bestattet wurde.
Reiseberichten vergangener Jahrhunderte zufolge hat es in Qasvin auch in islamischer Zeit zahlreiche Kirchen gegeben, von denen sich bis heute die Kirche St. Hrispin als die Bedeutendste erhalten hat. Es gibt allerdings nur noch sehr wenige Christen in der Provinz.

### Burgen
Neben der erwähnten Burg Meimun Ghal’eh und Alamut, der Hauptfestung der Assassinen, sind zu erwähnen:
- Burg Lambesar
- Burg Schirkoh
- Burg Kes Kaleh
- Burg Schemiran
- Burg Baradschin Kaleh
- Meimoon Ghal’eh (heute: Ruine)

### Grabmäler, Schreine und Mausoleen
Eine bedeutende Sehenswürdigkeit in der Provinz Qazvin sind die Grabmäler der seldschukischen Prinzen Abu Said Bijar, dem Sohn des Sad, und Abu Mansur Iltai, dem Sohn des Takin, die sich in zwei nebeneinander stehenden kleinen Türmen, den so genannten Charagan-Zwillings-Türmen befinden. Diese wurden im Jahre 1068 und 1093 erbaut und sind die ersten islamischen Gebäude, die eine nicht spitz zulaufende Kuppel aus zwei Schichten aufweisen. Leider wurden beide Grabmäler bei dem schweren Erdbeben im Juni 2002 ernsthaft beschädigt.
An weiteren Grabmälern, Schreinen und Mausoleen sind zu nennen:
- Imamsadeh Hussein
- Peighambarieh (dort sind vier jüdische Propheten bestattet)
- Imamsadeh Ismail
- Ameneh Chatun
- Sobeideh Chatun (mit einem einzigartigen traditionellen Wasserreservoir)
- Imamsadeh Abasar
- Imamsadeh Abdullah und Imamsadeh Faslollah in Farsajin
- Imamsadeh Wali in Siaabad
- Imamsadeh Kamal in Siaabad
- Imamsadeh Ali in Schekarnab
- Haft Sandugh Pilgerstätte
- Grabmale von Hassan Abad und Schahkouh
- Soltan Weis
- Mausoleum von Pir e Takestan
- Kafar Gonbad
- Hamdallah Mustaufis Grabmal
- Imam Ahmad Ghasalis Grabmal
- Mullah Chalilas Grabmal
- Schahid Sales' Grabmal
- Raisol Mudschaheddins Grabmal

### Traditionelle Wasserreservoirs
Früher trug Qazvin den Beinamen Stadt der Wasserreservoire. Ursprünglich verfügte Qasvin über rund 100 solcher Reservoire, von denen sich bis heute 10 erhalten haben, die von der für die Provinz zuständigen Organisation zum Schutz des kulturellen Erbes geschützt werden:
- Masjed-Jame-Wasserreservoir
- Molla-Verdichani-Wasserreservoir
- Sardar-e-Bosorg-Wasserreservoir
- Sardar-e-Kuchak-Wasserreservoir
- Basar-Wasserreservoir
- Agha-Wasserreservoir
- Hadsch-Kasem-Wasserreservoir
- Hakim-Reservoir

### Basare und Karawansereien
In Qazvin finden sich auch eine Reihe von Basaren und Karawansereien:
- Sadol-Saltaneh-Komplex
- Kaisarieh
- Saray e Wasir
- Saray e Razawi (Schah)
- Saray e Hadsch Resa
- Sadieh Basar
- Schah Abbasi Karawanserei von Avaj
- Schah Abbasi Karawanserei von Mohammed Abad
- Hadschib Schah Abbasi Karawanserai (Keichosro)

### Alte Stadttore und weitere Sehenswürdigkeiten
Die frühzeitig befestigte Stadt verfügte im 9. Jahrhundert über sieben Stadttore (persisch: Darwāzeh), bis zur Zeit der Kadscharen-Dynastie erhöhte sich diese Zahl auf neun:
1. Panbeh Riseh
2. Scheich Abad
3. Rascht
4. Maghläwak
5. Chandaghbar
6. Schahsadeh Hussein
7. Mossala
8. Teheran
9. Räh e Kuschk

Wegen des Ausbaus der Stadt haben sich davon nur die letzten beiden erhalten.
Zu den weiteren Sehenswürdigkeiten in der Provinz Qazvin zählen:
- Tschehel Sotun Museumspalast
- Hosseinieh Aminiha, sehenswertes Beispiel traditioneller persischer Palastarchitektur, wie sie für Qazvin typisch war
- Schah-Abbasi-Brücke
- das Safa-Bad
- das Kadscharen-Bad

## Söhne der Provinz
Als kulturelles Zentrum hat Qazvin zu allen Zeiten Mystiker, Wissenschaftler und Philosophen angezogen. Zu nennen sind vor allem:
- Obeid e Sakani; ein berühmter Dichter des 14. Jahrhunderts. Er war vor allem bekannt für seine satirischen und gewagten Verse. Sein Werk Masnawi Musch-O-Gorbeh (Maus und Katze) ist eine politische Satire.
- Oweis Karani; eine bekannte Figur des frühen Islam, von dem angenommen wird, dass er in Qasvin getötet wurde, als er gegen einen Herr aus Deilam kämpfte. Sein Grabmal trägt den Namen Sultan Weis (siehe oben).
- Hamdallah Mustaufi (um 1281–um 1344); ein bedeutender Historiker und Schriftsteller der Zeit der Ilchane (1281–1349) und Autor der Werke Ausgewählte Geschichte (Tarich Gosideh), Nezhatol Kolub und Safar Nameh. Die im türkischen Stil gehaltene spitz zulaufende Kuppel seines Grabmals und die darin enthaltene kalligraphische Inschrift, die Mostofwis familiäre Herkunft und seine Werke beschreibt, zeichnen diesen Bau vor anderen historischen Bauwerken Qasvins aus.
- Imam Achmed Ghasali; er war ein berühmter iranischer Gnostiker, der im Jahr 1126 starb und der neben Schahsadeh Hussein begraben wurde. Sein Grabmal wurde bis zum Ende des 16. Jahrhunderts eine Pilgerstätte für Anhänger mystischer Sekten. Nachdem Schah Tamasb unduldsam gegen Philosophen und Mystiker vorging und dabei auch Ghasalis Grabmal zerstörte, führten Anhänger Ghasalis dessen Gebeine an deren jetzige Grabstätte in der Imamsadeh-Ismail-Allee, wo sie ein neues Mausoleum für ihn errichteten. Auch dieses Bauwerk wurde zerstört, und zwar durch Schah Mohammed aus der Kadscharen-Dynastie, wurde aber im Jahre 1910 durch Majdol Islam Qasvini wiedererrichtet. Neben Ghasalis Grabmal besteht noch ein weiteres zu Soltan Sajid Mohammed Wali gehöriges Grabmal, das aus dem Jahr 1625 stammt.
- Mullah Chalil Ibn Ghasi Qazvini; ein bekannter Vertreter der des Fiqh (der islamischen Rechtswissenschaft) und Kommentator des Koran aus der Safawiden-Zeit (gestorben 1678).
- Schahid Sales; wurde 1846 ermordet.
- Ra’is ul-Mudschaheddin; eigentlich Mirsa Hassan Scheichol Islam, Sohn des Mirsa Masud Scheichol Islam, war der Anführer der Liberalen und Konstitutionalisten aus Qazvin, der darum kämpfte, die Kadscharen-Herrschaft zu stürzen und dem die Einnahme Teherans durch die Pahlavi-Dynastie zu verdanken ist; er hat dafür den Titel eines Raisul Mudschaheddin (Herr der Kämpfer) erhalten.
- Ali Ibn Schäsän
- Ibn Madscheh
- Cheirol Nesadsch
- Ibrahim Estanbeh Herawi
- Rasi-olddin Taleghani
- Nur-olddin Gili
- Ali Ibn Ghasi Ibn Achmed
- Imam-olddin Rafi
- Siah Kolah
- Waes Qazvini
- Allameh Sarabadi
- Scheich Alak Qazwini
- Dawud Ibn Sulaiman Ghasi
- Pir e Sefid
- Pir e Alamdar
- Mullah Abdulwahab Darolschafai
- Mohammed Ibn Yahya: Kommentator von Kamusol Loghat
- Táhirih

## Qazvin heute

### Landwirtschaft
Qazvin ist dank seines angenehmen Klimas auch ein Zentrum der Landwirtschaft. Von den 15.821 Quadratkilometern werden 13.000 landwirtschaftlich genutzt, damit befinden sich 12 % der iranischen Anbauflächen in Qasvin. Diese werden bewässert durch eine Reihe unterirdischer Wasserleitungen, Quellen und einen großen Bewässerungskanal, der sein Wasser vom Sangbän-Stausee in Taleghän und Ziaran erhält. Zu den landwirtschaftlichen Produkten der Provinz zählen Zitrusfrüchte, Haselnüsse, Pistazien, Mandeln, Walnüsse, Oliven, Äpfel, Weizen, Zuckerrüben, Granatäpfel, Feigen und Getreide. Vieh-, Fisch und Geflügelzucht sind in der gesamten Provinz verbreitet.

### Industrie
In letzter Zeit hat sich Qasvin zu einer lebendigen Industrieregion entwickelt, vor allem dank seiner guten Lage. Besonders wichtig in Qasvin ist die Textilindustrie, die vor allem die Sparten Baumwolle, Seide, Samt und Leder umfasst. Wie erwähnt führen die wichtigen Eisenbahn- und Autobahnstrecken Teheran-Täbris durch die Region und sorgen so für eine gute Infrastruktur.
In Qazvin befindet sich eines der größten Kraftwerke des Landes, das Schahid-Raja’i-Kraftwerk, das 7 % der nationalen Elektrizitätserzeugung liefert.

### Hochschulen
- Internationale Imam-Chomeini-Universität
- Islamische Asad-Universität von Takestan
- Islamische Asad-Universität von Qazvin
- Medizinische Universität Qazvin
- Technisches Institut Schahid Babai